# Une partie Homérique
Une partie Homérique (France) ou Homer et son équipe (Québec) (Team Homer) est le 12e épisode de la saison 7 de la série télévisée d'animation Les Simpson.

## Synopsis
Comme les habitués du bar ne viennent plus chez Moe depuis qu'ils ont une maîtresse, Homer et Moe décident d'aller au bowling. Mais là-bas, ils se voient refuser l'accès aux pistes qui sont réservées aux compétitions.
Pour pouvoir jouer, ils font appel à Apu et à Otto pour ainsi former une équipe. Par contre, il faut payer 500 $ d'inscription. Heureusement, Homer réussit à les avoir grâce à M. Burns qui n'est visiblement pas dans son état normal. L'équipe peut maintenant participer aux compétitions.
Pendant ce temps, Bart apporte un tee-shirt où il est écrit « À bas les devoirs ». Ce geste pousse le principal Skinner à obliger le port d'un uniforme gris qui déprime les élèves, mais ce ne sera plus le cas lorsque, grâce à la pluie, le gris va s'effacer pour laisser place à du bleu, du vert et du rouge.
L'équipe d'Homer bat des équipes et monte dans le classement. Mais M. Burns apprend qu'il a donné 500 $ à Homer et va décider de faire partie de l'équipe et vont gagner la coupe que M. Burns prendra avec lui. L'équipe d'Homer s'infiltre alors dans la propriété de Burns pour lui voler la coupe. Ils y parviennent et tentent de s'échapper, mais Burns a lâché les chiens qui bondissent sur Homer, lequel n'a pas le temps de fuir, et le blessent grièvement.